# Ubayd Zakani
Nezam al-Din Ubaydollah Zakani (c. 1300 - 1371 A.D.), o simplemente Ubayd Zakani (en persa: عبید زاکانی), fue un poeta persa del siglo XIV (período Timúrida), nacido en la ciudad de Qazvin, y recordado principalmente por sus composiciones satíricas. Estudió en Shiraz (actual Irán) con los mejores maestros de su tiempo, pero más tarde tuvo que regresar a su ciudad natal de Qazvin. Sin embargo, él prefería la ciudad de Shiraz antes que la de Qazvin, dado que él trabajó en la corte del Shah Abu Ishaq en Shiraz como poeta, donde también trabajaba otro joven poeta, el famoso Hafez de Shiraz.
Su trabajo es notable por su estilo crítico adornado de sátiras e incluso versos que rozan la obscenidad, con el fin de denunciar la política y las indecencias de su época, siendo también citado en debates que involucraban prácticas homosexuales. Escribió la Resaleh-ye Delgosha (Tratado de lo agradable), así como el Akhlaq al-Ashraf (“Ética de la Aristocracia”), y la famosa fábula de humor Masnavi Mush-o-gorbeh (El ratón y el gato), que era una sátira política. Sus versos serios o no satíricos también han sido considerados como muy bien compuestos, comparables a otros grandes trabajos de la literatura persa. Es uno de los más memorables poetas, satiristas y críticos de la sociedad de Irán (Persia), cuyos trabajos no han recibido la atención adecuada en tiempos pasados. Sus libros han sido traducidos al ruso, danés, italiano, inglés y alemán.

## Información biográfica
Mientras cursaba sus estudios en Shiraz, Ubayd se convirtió en uno de los más exitosos hombres de letras y de la cultura de su tiempo, adquiriendo una gran habilidad en todas las disciplinas, así como componiendo libros y tratados. Tuvo que regresar a Qazvin, donde fue elegido como tutor y profesor de diversas personalidades de la clase alta. En aquel tiempo, los turcos en Persia todavía no habían impuesto prohibiciones a diversas actitudes relacionadas con la vida licenciosa y el vicio, y el carácter de los persas, por razones de asociación e intercambio con ellos, había cambiado y se había corrompido tanto que Ubayd Zakani, disgustado al contemplar a éstos, buscó darse a conocer por todos los medios y llevar ante los ojos de los persas la verdadera naturaleza de las indecencias que cometían los miembros de la clase alta. Por lo tanto, como un ejemplo de la moral corrupta de las gentes de esta época, él compuso el tratado conocido como “Akhlaq i Ashraf” (Ética de la Aristocracia), aunque no lo compuso con la intención de hacer una obra obscena, sino a fin de ser una sátira con serias reflexiones y sabias advertencias. Así, del mismo modo, a fin de retratar el nivel de inteligencia y el grado de conocimientos de las personas de clase alta de Qazvin, cada una de los cuales era más estúpida e ignorante, incluyó en su Resaleh-ye Delgosha (Tratado del júbilo, o Tratado de las cosas agradables) muchas anécdotas las cuales contenían una lección para las personas con discernimiento.
Como medida de sus éxitos, experiencia, aprendizaje y sabiduría del mundo, su Resaleh-ye Sad Pand (Tratado de cien consejos) y su Ta’rifat (Definiciones) son pruebas más que suficientes. Además compuso un tratado ‘ilm-ye Ma’ni o Bayan (Retórica) el cual deseaba regalar al rey. Los cortesanos y predilectos de la corte, sin embargo, le dijeron que el rey deseaba recitar, pero ellos le informaron de que a Su Majestad no le gustaba ser objeto de burlas con las mentiras, exageraciones y la adulación servil de los poetas. Entonces Ubayd dijo “en tal caso, yo tampoco seguiré el camino de la imprudencia, de manera que esto significa que yo debería obtener acceso a la más íntima sociedad del Rey, y podría convertirme en uno de sus cortesanos y predilectos”, lo cual llegó a conseguir.
Entonces Ubayd comenzó a pronunciar de manera imprudente los refranes más desvergonzados y las más indecorosas y extravagantes bromas, con lo que se le premió con numerosos regalos y reconocimientos, y nadie se atrevió a oponerse a él ni a desafiarle. Así, Ubayd, que antes había sido un escritor serio, moralista y compositor de panegíricos, se vio obligado a convertirse en un escritor de sátiras procaz y con una lengua mordaz.
Una de las características más llamativas de los poemas serios de Ubayd Zakani, son las constantes referencias a Fars, y a su capital Shiraz, donde sus habitantes mantuvieron el afecto hacia el poeta mucho más que en su propia ciudad natal de Qazvin.
Ubayd también escribió poemas religiosos, de alabanzas a Dios, al Profeta Mahoma y a los cuatro califas ortodoxos. Pero él, ni afirmó ni negó que desease llevar una vida virtuosa como ellos.
Por otro lado, la pobreza y las deudas siempre acompañaron a Ubayd a lo largo de su vida.

## Obras
Debido a la calidad de sus versos procaces (y también algunos homoeróticos), Ubayd ha sido ampliamente censurado en el ámbito de la literatura. Anthony Shay menciona sobre Ubayd: “En sus obras originales y en las traducciones de poesía lasciva del bardo indecente, Ubayd Zakani… o han sido expurgadas o se han omitido las palabras obscenas con unas tímidos y pequeños guiones, para indicar la laguna, que el lector bien informado podrá reconstruir mediante inferencia”. Esto se produjo como el resultado de algunos estudiosos orientalistas, que, tratando de glorificar las culturas orientales, rechazaron traducir versos con referencias homoeróticas o simplemente cambiaron a femenino el sexo del amado.
Entre sus obras, se destaca una obra de género Masnavi llamada Mush o-gorbeh (مثنوی موش و گربه) o el tratado del ratón y el gato.

## Otros autores persas contemporáneos a Ubayd Zakani
- Ibn Yamin (m. 1345 A.D.)
- Khwaju de Kirman (m. 1352 A.D.)
- Salman de Sawa (m. 1378 A.D.)
- Hafez de Shiraz (m. 1389 A.D.)
- Mulla Abdur Rahman Nuru'd-Din Jami (siglo XV)